# Mérieux NutriSciences
Mérieux NutriSciences ist eine Dienstleistungsgesellschaft, die zu 70 % im Besitz des Institut Mérieux ist. Sie hat ihren Sitz in Chicago (USA) und Lyon (Frankreich). Die Gruppe beschäftigt sich mit Analyse-, Prüfungs- und Beratungsdiensten zur Gewährleistung der Qualität und Sicherheit von Lebensmitteln, der Umwelt und Verbrauchsgütern im Sinne des Verbraucherschutzes. Zu den Kunden zählen alle Akteure der Lebensmittelkette, der pharmazeutischen und kosmetischen Industrie, der Agrochemie, Hersteller von Konsumgütern. Die Gruppe besitzt weltweit 100 akkreditierte analytische Laboratorien in 22 Ländern.

## Geschichte
1967 wurde von John Silliker in Chicago die Firma Silliker gegründet, die 1997 von der Mérieux Gruppe übernommen wurde, die fortan durch Firmenübernahmen wuchs und 2011 offiziell in Mérieux NutriSciences benannt wurde. 2016 folgte die Umbenennung der südafrikanischen Tochtergesellschaft Swift Silliker zu dem gemeinsamen Markennamen.

## Übernahmen
- JR Laboratories, Kanada (2007)[5]
- Pioneer Dairy Laboratory, USA (2008)[5]
- EGI, Portugal (2008)[5]
- BL Investimentos, Brasilien (2008)[5]
- MicroChem Laboratory Private, Indien (2009)[5]
- ACIC/Shanghai Silliker Testing Services, China (2009)[5]
- Provident Clinical Research and Consulting (2011)[5]
- Potare Controle de Qualidade, Brasilien (2011)[5]
- AsiaFoodInspection (2011)[5]
- EgeChelab, Türkei (2012)[5]
- HACCP, Frankreich (2012)[5]
- Chelab, Italien (2012)[5]
- Swift Micro Laboratories, Afrika (2012)[5]
- Certispec Food Laboratory, Kanada (2013)[5]
- Total Quality Food Consultants, Italien (2014)[5]
- Laboratorio Sao Camilo de Analise de Alimentos e Aqua, Brasilien (2014)[5]
- Sino Analytica, China (2014)[5]
- Kalite Sistern Laboratories (KSL) Gruppe, Türkei (2014)[5][1]
- Milouda & Migal Laboratories, Israel (2015)[5]
- ABC Research Laboratories, USA (2015)[5]
- EnviroMap, USA (2015)[5]

- Institut Kirchhoff, Berlin (2019)[7]
- Swiss Food, Zürich (2019)[7]